# Benoitodes
Benoitodes là một chi nhện trong họ Gnaphosidae.